# Jean-Christophe Thouvenel
Pour les articles homonymes, voir Thouvenel.
 (novembre 2014).
Si vous disposez d'ouvrages ou d'articles de référence ou si vous connaissez des sites web de qualité traitant du thème abordé ici, merci de compléter l'article en donnant les références utiles à sa vérifiabilité et en les liant à la section « Notes et références ».
Jean-Christophe Thouvenel est un footballeur professionnel français, né le 1er octobre 1958 à Colmar (Haut-Rhin).

## Biographie
Parce que son père, Laurent Thouvenel, travaillait à Corse Compression et que Jean-Christophe Thouvenel voulait jouer au football, il s'inscrit alors au Servette, gravissant une à une les étapes menant à l'équipe première, qu'il rejoint en 1975. Jean-Christophe possède alors la grande particularité de signer son premier contrat de footballeur professionnel en n'ayant jamais joué en France. Joueur prometteur, jouant même attaquant, il se fait un nom ainsi avec le club genevois en glanant notamment son premier titre majeur avec la Coupe de Suisse en 1978 et en découvrant la Coupe d'Europe. Pressenti à ce moment-là pour être prêté à Bastia, il l'est finalement au Paris FC et rejoint ainsi l'élite française. Mais malgré une saison pleine sur le plan personnel, le club parisien est relégué à la fin de cette saison 1978-1979. Il retourne à Genève et se voit dans la foulée proposer une semaine d'essai aux Girondins de Bordeaux, équipe du ventre mou du championnat de France. Essai qui s'avère concluant, puisqu'il est transféré définitivement chez les bordelais. Il gagne sa place chez les girondins au poste d'arrière latéral droit lors de sa première saison.
Voulant construire une grande équipe, Claude Bez, le président bordelais, fait venir Aimé Jacquet en 1980 comme entraîneur. Ce dernier va transformer l'équipe bordelaise en véritable machine à gagner des années 1980 avec notamment trois titres de champion de France, deux coupes de France, deux demi-finales de coupe d'Europe et huit participations européennes consécutives (un record à l'époque). Jean-Christophe est, durant cette période, le titulaire inamovible au poste de latéral droit. 
Durant cette même  période, il est aussi sélectionné à quatre reprises en équipe de France A de 1983 à 1987 et obtient la médaille d'or olympique à Los Angeles en 1984. Malheureusement, des soucis financiers causés par le président du club, Claude Bez, éclatent durant la saison 1990-1991. Les joueurs ne sachant pas notamment quel sera l'avenir du club girondin, ne serait-ce que pour la saison suivante, n'arrivent plus trop à faire bonne figure sur le terrain. Ainsi, en dépit d'un effectif de très grande qualité, le club girondin termine à une piteuse dixième place et se fait laminer en 1/8 de finale de la Coupe de l'UEFA par l'AS Rome (0-5 et 0-2). Le club est rétrogradé par la DNCG en deuxième division en fin de saison et Jean-Christophe décide de partir au Havre, promu en première division, pour encadrer les jeunes et aider ainsi le club normand à se maintenir.
Pari réussi, puisque le club havrais atteint la septième place du championnat en 1992. Après dix-huit années, il arrête sa carrière professionnelle à l'issue de la saison 1992-1993. Il jouera un temps en amateurs à Mérignac, en Division d'Honneur.
Il gère ensuite une société de management avec l'ex-gardien de but Joseph-Antoine Bell.

## Palmarès

### En club
- Champion de France en 1984, en 1985 et en 1987 avec les Girondins de Bordeaux
- Vainqueur de la Coupe de Suisse en 1978 avec le Servette Genève
- Vainqueur de la Coupe de France en 1986 et en 1987 avec les Girondins de Bordeaux
- Vainqueur du Trophée des Champions en 1986 avec les Girondins de Bordeaux
- Vainqueur de la Coupe des Alpes en 1978 avec le Servette Genève et en 1980 avec les Girondins de Bordeaux
- Vice-champion de Suisse en 1976, en 1977 et en 1978 avec le Servette Genève
- Vice-champion de France en 1983, en 1988 et en 1990 avec les Girondins de Bordeaux
- Finaliste de la Coupe de Suisse en 1976 avec le Servette Genève (à 17 ans)
- Finaliste du Trophée des Champions en 1985 avec les Girondins de Bordeaux
- Demi-finaliste de la Coupe d'Europe des Clubs Champions en 1985 avec les Girondins de Bordeaux
- Demi-finaliste de la Coupe d'Europe des Vainqueurs de Coupe en 1987 avec les Girondins de Bordeaux

### En équipe de France
- Quatre sélections entre 1983 et 1987
- Champion Olympique en 1984 à Los Angeles avec les Olympiques

### Statistiques
- 495 matches en Division 1 avec les Girondins de Bordeaux et Le Havre
- 75 matches et 7 buts en Première Division suisse avec le Servette Genève

### Distinctions
- Trophées UNFP 2024 : trophée d'honneur pour l'ensemble du groupe, à l'occasion du 40e anniversaire de la victoire de l'équipe de France olympique aux Jeux olympiques d'été de 1984[2],[3].